# Воинское кладбище № 3 (Оженна)
Воинское кладбище № 3 — Оженна (пол. Cmentarz wojenny nr 3 - Ożenna) — воинское кладбище, расположенное в окрестностях села Оженна, Подкарпатское воеводство. Кладбище входит в группу Западногалицийских воинских захоронений времён Первой мировой войны. На кладбище похоронены военнослужащие Австрийской и Российской армии, погибшие во время Первой мировой войны.

## История
Кладбище было основано в 1915 году по проекту словацкого архитектора Душана Юрковича на месте приходского кладбища возле не существующей сегодня грекокатолической церкви святого Василия Великого. Кладбище состоит из двух отделённых низкой каменной кладкой австрийской и русской частей. Площадь кладбища составляет 784 квадратных метров.
На кладбище 68 индивидуальных и 17 братских могил. В них похоронены 409 (по другим данным — 423) австрийских и российских солдата, павших в ноябре и декабре 1914 года:
- 356 русских неизвестных солдат. Известно имя только одного русского солдата.
- 68 австрийцев из 27, 28 и 47 пехотных полков.

До 2003 года кладбище находилось в плохом состоянии. В 2006 году по инициативе властей гмины Кремпна были проведены восстановительные работы, после которого кладбище приобрело современный вид. На кладбище были установлены кресты на обеих частях.

## Описание
На северной стороне каждый участок имеет памятную стену. На австрийской памятной стене находится надпись на немецком языке:

DER TREUEN SOHNE DIE IHR LEBEN HINGEGEBEN HABEN
DENKT DAS VATERLAND DANKBAR UND STOLZ
(Отечество благодарно и гордо вспоминает тех верных сыновей, которые отдали жизнь)

На памятной стене, находящей на русской части кладбища, находится надпись на немецком языке:

DER GEFALLENEN FEINDEN WEIHTEN MITLEID
UND MENSHLICHKEIT DIE LETZTE HEINSTATT
(Сочувствие и человечность посвятили последнее место покоя павших противников)

## Источник
- Jerzy Drogomir: Polegli w Galicji Zachodniej 1914—1915 (1918). Wykazy poległych, zmarłych i pochowanych na 400 cmentarzach wojskowych w Galicji Zachodniej.. Tarnów: Muzeum Okręgowe w Tarnowie tom I, 1999, s. 205. ISBN 83-85988-26-2.
- Oktawian Duda, Cmentarze I Wojny Światowej w Galicji zachodniej, Warszawa 1995.
- R. Frodyma, Galicyjskie Cmentarze wojenne. Tom III. Brzesko — Bochnia — Limanowa, Pruszków 1998.
- Oktawian Duda: Cmentarze I wojny światowej w Galicji Zachodniej. Warszawa: Ośrodek Ochrony Zabytkowego Krajobrazu, 1995. ISBN 83-85548-33-5.
- Stanisław Mendelowski: Krempna : atrakcyjna gmina Beskidu Niskiego. Krosno: P.U.W. «Roksana», 2008, s. 92. ISBN 978-83-7343-280-9 (ошибоч.) .